# Josef Stadler
Josef Stadler (ur. 24 stycznia 1843 w Slavonskim Brodzie, zm. 8 grudnia 1918 w Sarajewie) – chorwacki duchowny katolicki, teolog, pierwszy arcybiskup metropolita wszechbośniacki od 1881 roku.

## Życiorys
Urodził się w 1843 roku w Slavonskim Brodzie, na granicy Chorwacji i Bośni i Hercegowiny. W wieku 11 lat stracił w niedalekim odstępie czasowym obojga rodziców. W związku z tym wraz ze swoim rodzeństwem trafił sierocińca. Początkowo uczęszczał do szkoły elementarnej w rodzinnym mieście, jednak później przeniósł się do szkoły w Požedze. Po jej ukończeniu kontynuował naukę w gimnazjum w Zagrzebiu, gdzie zdał maturę. Zdecydował się potem wstąpić do stanu duchownego. Jako kleryk został skierowany na studia do Rzymu na Papieski Uniwersytet Gregoriański. Uzyskał tam stopnie naukowe doktora teologii i filozofii. 24 maja 1868 roku został wyświęcony na księdza w Rzymie.
Bezpośrednio potem powrócił do Zagrzebia, gdzie został nauczycielem w miejscowym gimnazjum oraz wykładowcą w Wyższym Seminarium Duchownym. Kilkanaście lat później uzyskał tytuł profesor na Wydziale Teologii Katolickiej Uniwersytetu w Zagrzebiu.
29 września 1881 roku papież Leon XIII mianował go pierwszym arcybiskupem metropolitą nowo powstałej archidiecezji wszechbośniackiej ze stolicą w Sarajewie. Jego konsekracja biskupia miała miejsce 20 listopada tego samego roku. W latach 1882–1884 pełnił także obowiązki administratora apostolskiego diecezji Banja Luki.
W czasie swoich rządów w archidiecezji dbał należycie o zorganizowanie jej życia duchowego oraz o zabezpieczenie jej materialnych potrzeb. Wzniósł od podstaw archikatedrę Serca Jezusowego, gmach la kapituły katedralnej, siedzibę seminarium duchownego wraz z kościołem pw. śś. Cyryla i Metodego. W mieście Travnik ufundował gimnazjum katolickie, będące rodzajem niższego seminarium duchownego dla chłopców. Konsekrował także sporą liczbę nowych kościołów i klasztorów żeńskich. Dbał także o zaplecze materialne sierot, budując na ich potrzeby dwa domy dziecka nazwane "Betlehem" i "Egipat", a także dom dla osób bezdomnych, starych i opuszczonych. W związku z tym zyskał sobie miano wśród miejscowej ludności katolickiej "Ojca Ubogich".
Zmarł w wieku 75 lat w 1918 roku w Święto Niepokalanego Poczęcia w Sarajewie i został pochowany w miejscowej archikatedrze. 12 kwietnia 1997 roku przy okazji swojej podróży apostolskiej do Bośni i Hercegowiny przy jego grobie modlił się papież Jan Paweł II. 20 czerwca 2002 roku rozpoczął się w Sarajewie jego proces beatyfikacyjny.